# Litchfield and Madison Railway
Le Litchfield and Madison Railway (L&M) (sigle AAR: LM) était un chemin de fer américain de classe I de l'Illinois. Son surnom était le St. Louis Gateway Route. Depuis sa création en 1900, il exploitait un réseau d'une longueur de 71 km. Il se fit racheter en 1958 par le Chicago and North Western Railway.

## Histoire
Dans les années 1889-1890, le Chicago, Peoria and St. Louis Railroad commença la construction d'une ligne de chemin de fer à proximité de Litchfield avec l'intention d'atteindre Madison. Au même moment, un autre chemin de fer appelé le St. Louis and Eastern, commença à construire une ligne entre Litchfield et Glen Carbon, également dans le but de relier Madison. Dans les années 1890, le  Chicago, Peoria and St. Louis conclut un accord de location des droits de passage que le St. Louis and Eastern n'avait pas encore construits. Finalement les 2 lignes atteignirent Madison.
Le Litchfield and Madison fut créé le 1er mars 1900 par James Duncan pour racheter une ligne isolée du Chicago, Peoria and St. Louis Railroad entre Litchfield et Madison,. À ce moment-là, Duncan racheta aussi le  Chicago, Peoria and St. Louis Railroad.
En 1926, le L&M construisit une connexion vers le Chicago and North Western Railway (C&NW) à Benld, Illinois. Le L&M servait de voie d'accès vers East St. Louis à la fois pour le Chicago and North Western Railway et l'Illinois Central Railroad. De plus dans les années 1925-1926, le C&NW obtint des droits de passage sur le L&M entre Benld et East St. Louis. En contrepartie, le L&M reçut quelques droits sur réseau du C&NW.
Durant son existence, le L&M était connu comme un chemin de fer d'interconnexion (bridge railroad), et un transporteur de charbon. La plupart du charbon provenait de mines locales et était acheminé vers la région de St. Louis au sud.
Il n'y a pas de certitude quant à l'exploitation d'un service voyageur par le L&M, mais la présence d'un dépôt et d'un bureau à Staunton suggère qu'une activité voyageur fut probable à un moment donné.
En dehors du C&NW, le L&M se connectait également avec l'Illinois Central Railroad, le New York, Chicago and St. Louis Railroad (alias Nickel Plate Road) à East St. Louis, l'Alton and Southern Railway, l'Illinois Terminal Railroad, le Southern Railway, le Terminal Railroad Association of St. Louis, et le Wabash Railroad.
Son quartier général était situé à Edwardsville.

## Les locomotives
Durant l'époque de la vapeur, le L&M exploita des Consolidations 2-8-0 et des Mikados 2-8-2. 
Au début de l'apparition des diesels, le L&M exploita une Baldwin VO-1000 et 3 Alco RS-3s,.

## La fusion avec le Chicago and North Western
Le 1er août 1957, les avocats du Chicago and North Western Railway entamèrent la procédure d'acquisition du Litchfield and Madison. L'Interstate Commerce Commission donna rapidement son aval. Le montant du rachat s'éleva à 8 millions de dollars.
Le Litchfield and Madison fut officiellement fusionné dans le Chicago and North Western le 2 janvier 1958.